# Mahonia conferta
Mahonia conferta Takeda es una especie de planta de flores perteneciente a la familia Berberidaceae. Es endémica de China, en bosques o matorrales, entre los 1.500 y 2.000 m s. n. m. Se encuentra en peligro de extinción.

## Descripción
Es un arbusto caduco que crece entre 1,5 y 5 m de altura. Hojas elípticas de 8 a 38 cm de longitud por 5 a 10 cm de ancho;compuestas de 8 a 18 pares de folíolos subsesiles, ovales u oblongos, de 18 a 23 mm de largo por 5 a 8 mm de ancho, de base truncada, ápice agudo y los márgenes dentados. Flores con sépalos oblongos, ovales o elípticos de 3 a 9 mm de largo; pétalos oblongos de 7 a 8 mm de longitud, agrupados en racimos fasciculados axilares.